# Список дипломатических миссий Туниса

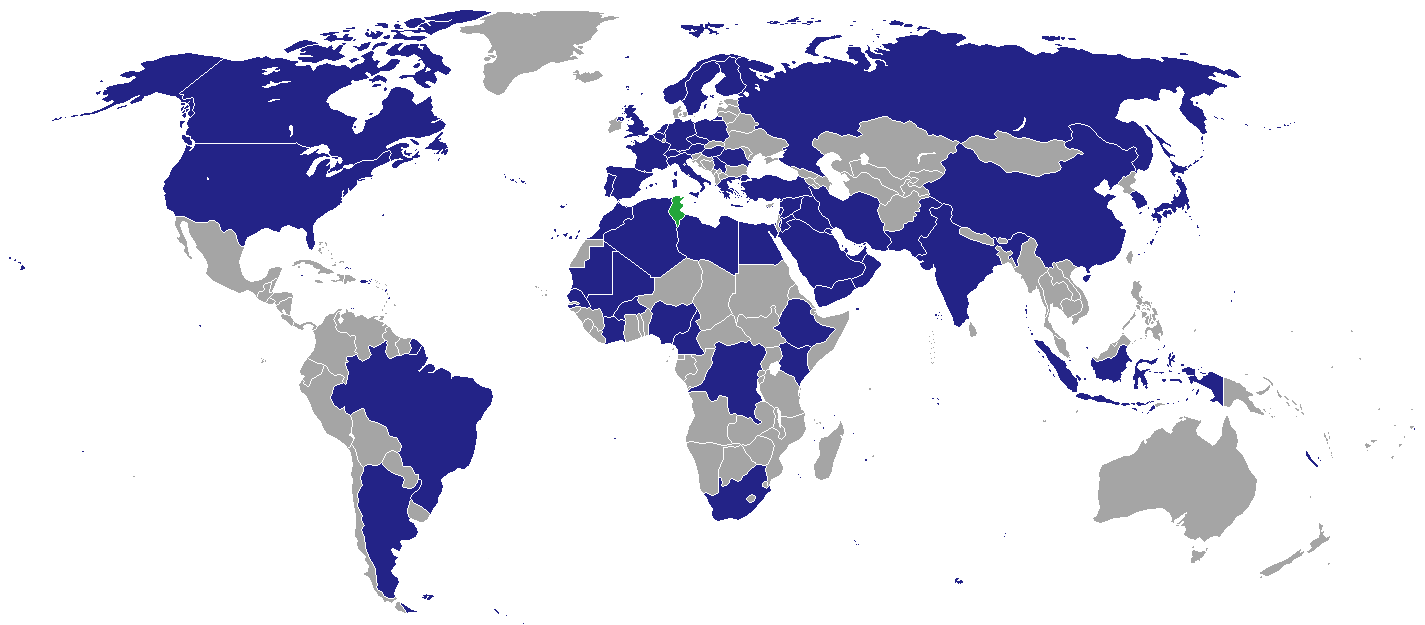
Дипломатические миссии Туниса

Список дипломатических миссий Туниса — перечень дипломатических миссий (посольств) и генеральных консульств Туниса в странах мира (не включает почётных консульств).

## Европа
- Австрия
  - Вена (посольство)
- Бельгия
  - Брюссель (посольство)
- Великобритания
  - Лондон (посольство)
- Венгрия
  - Будапешт (посольство)
- Германия
  - Берлин (посольство)

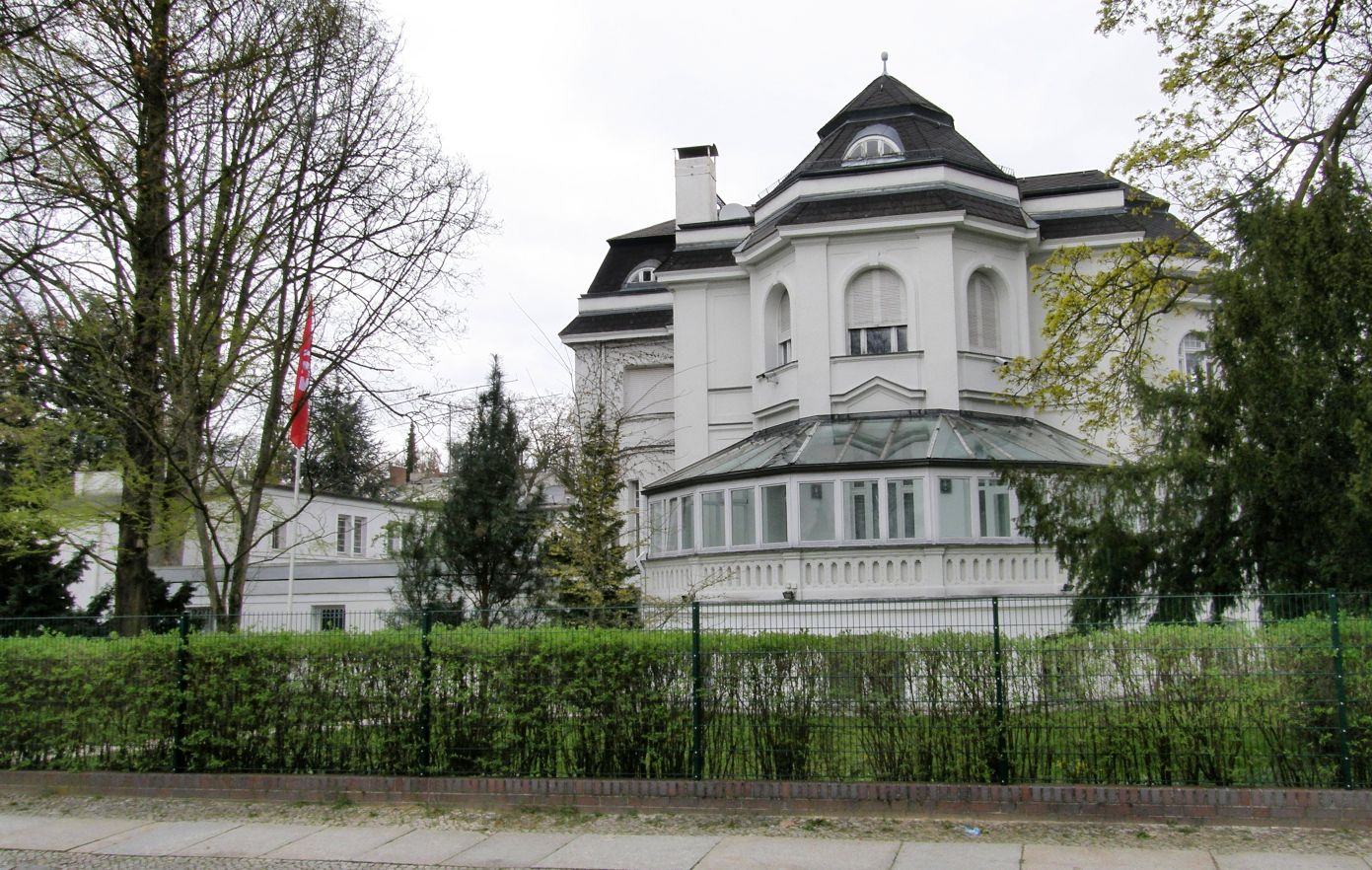
Посольство Туниса в Берлине

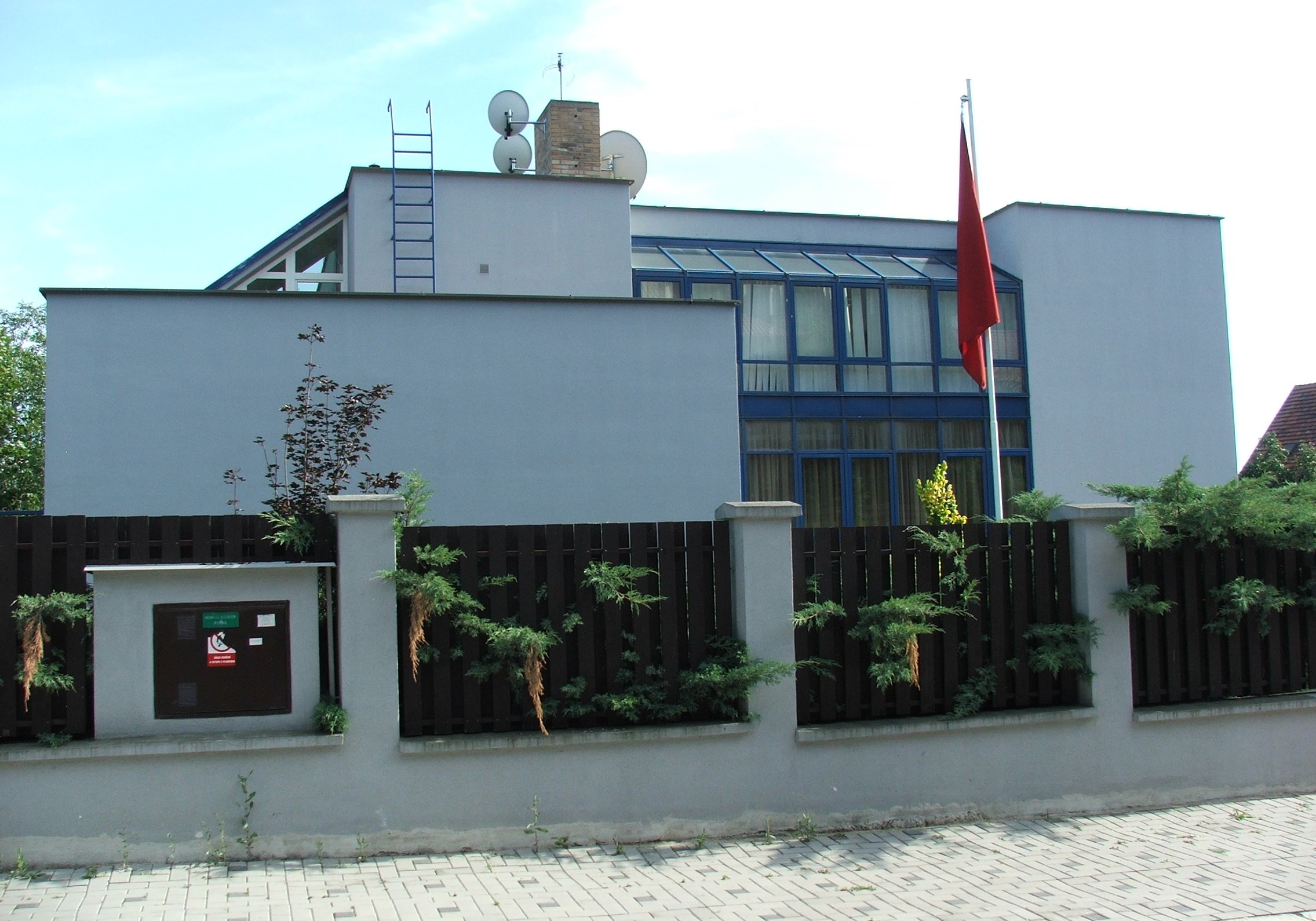
Посольство Туниса в Праге

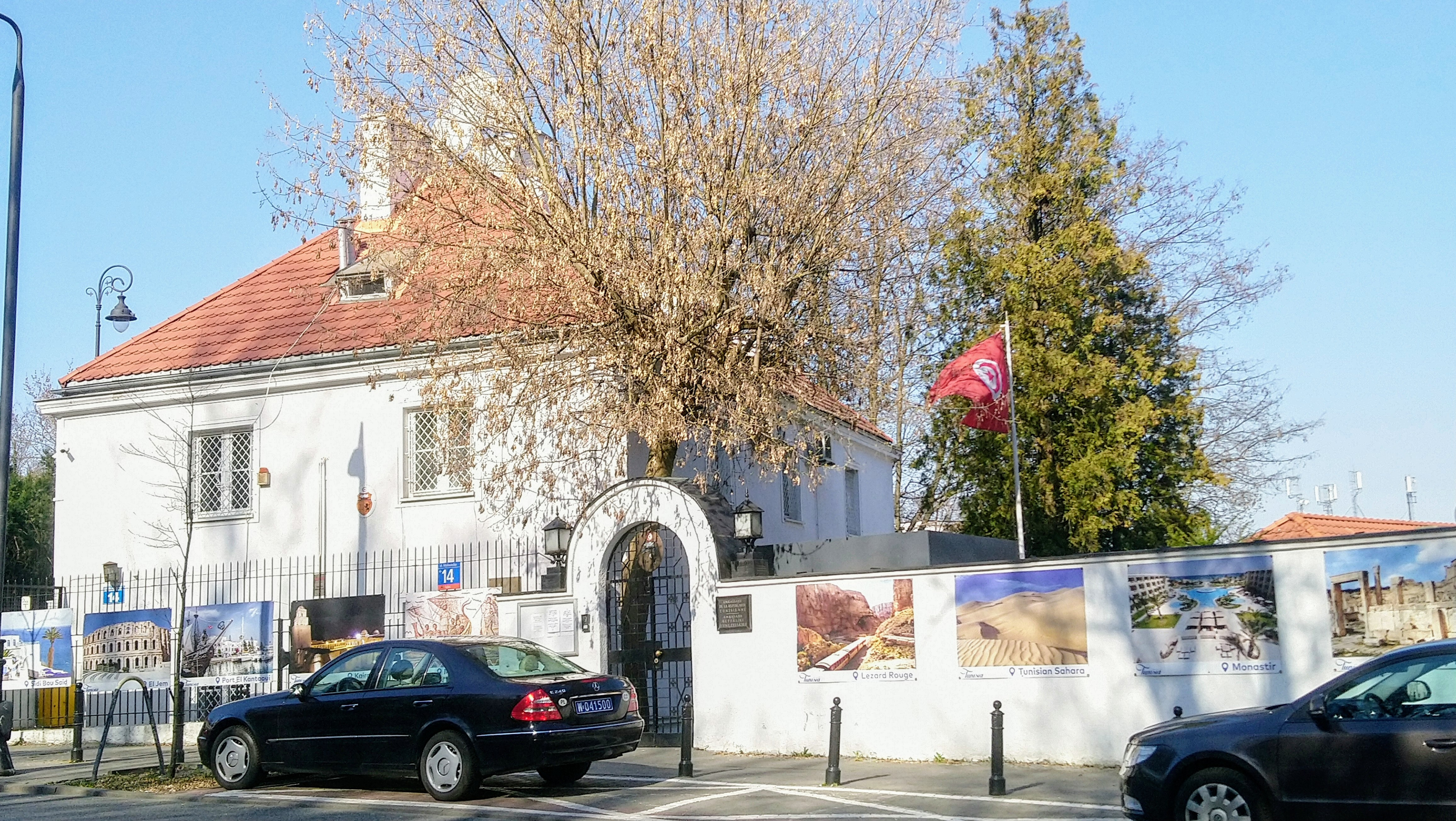
Посольство Туниса в Варшаве

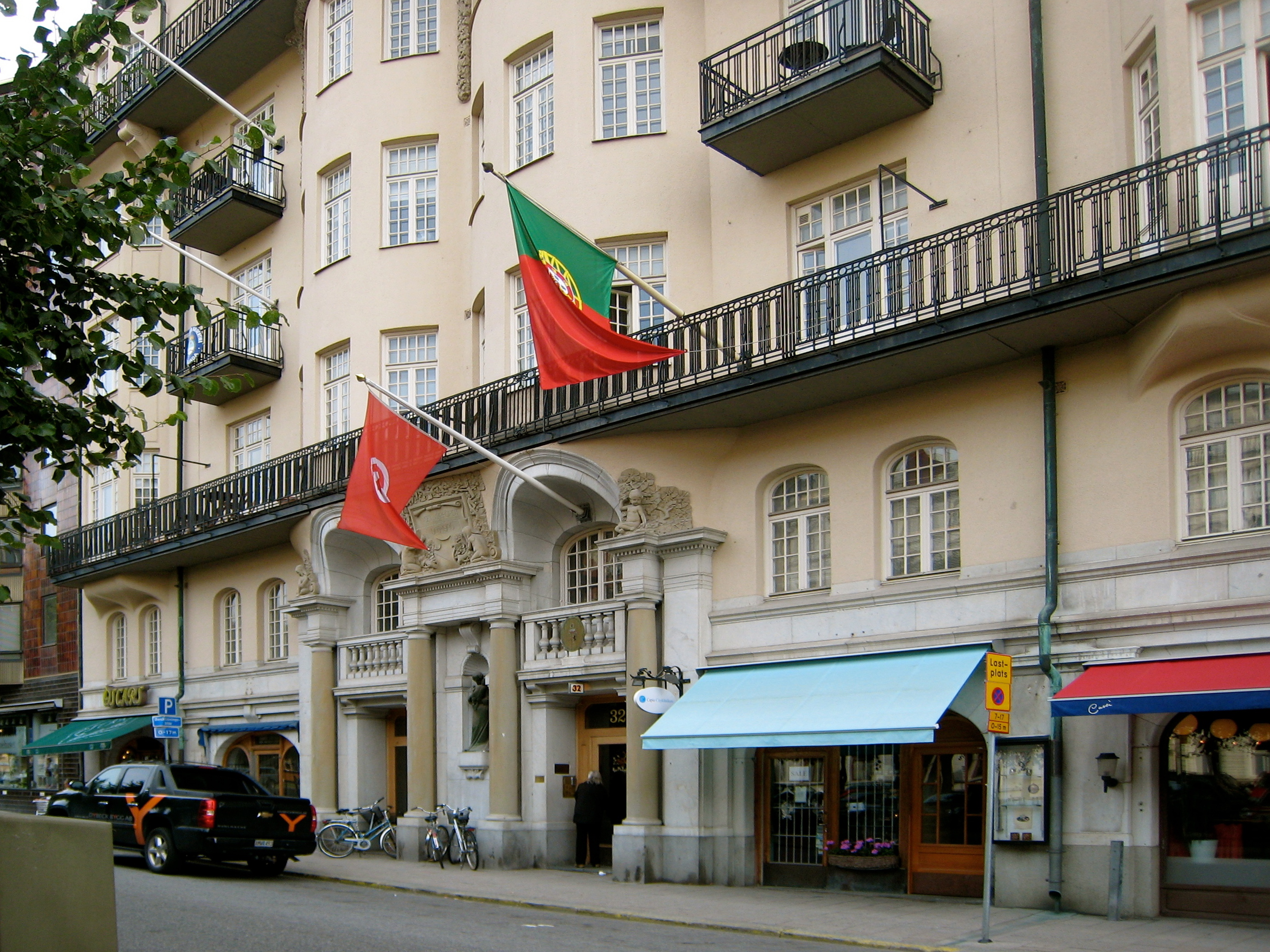
Посольство Туниса в Стокгольме

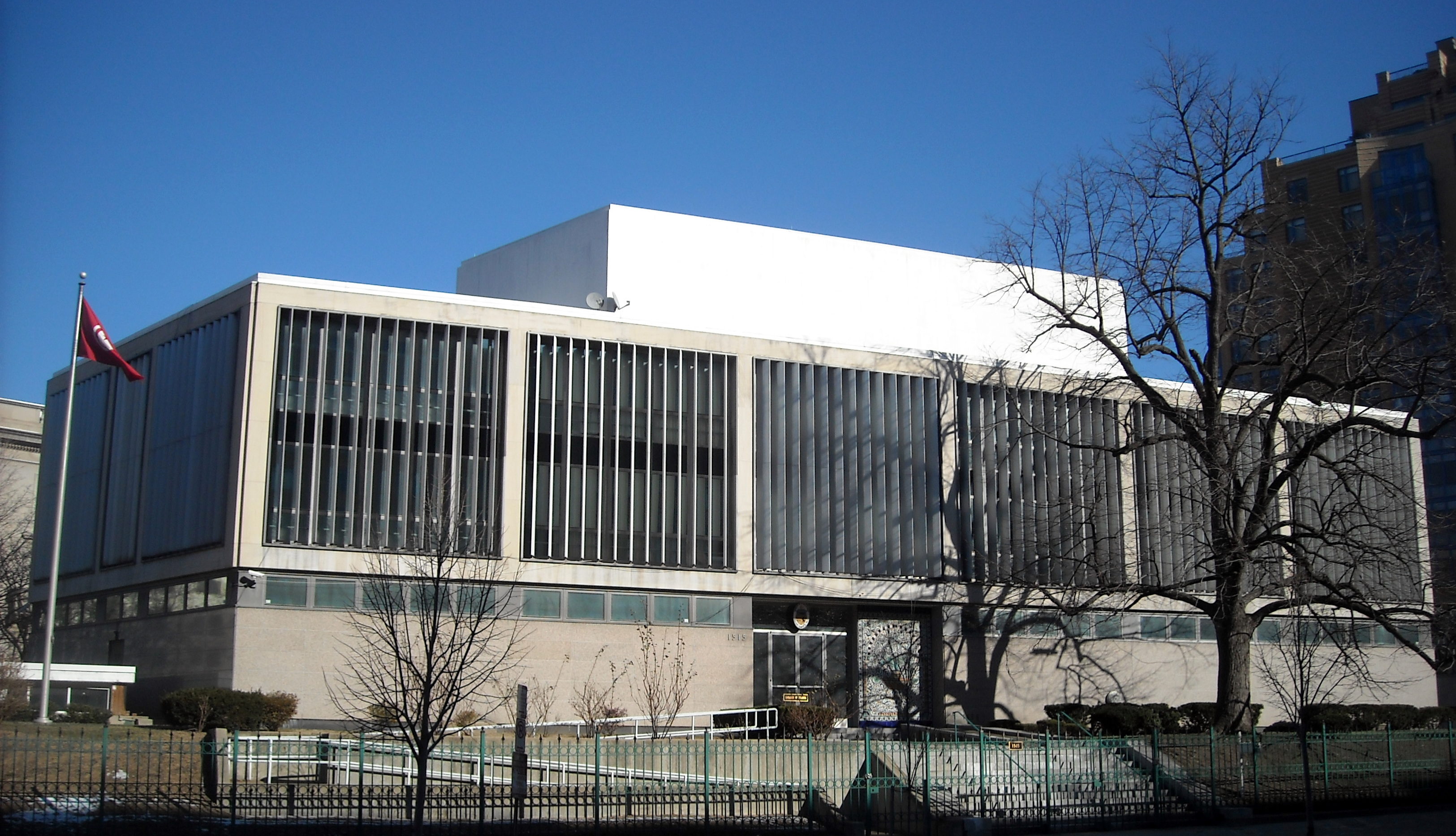
Посольство Туниса в Вашингтоне

  - Дюссельдорф (генеральное консульство)
  - Гамбург (консульство)
  - Мюнхен (консульство)
- Греция
  - Афины (посольство)
- Испания
  - Мадрид (посольство)
- Италия
  - Рим (посольство)
  - Палермо (генеральное консульство)
  - Генуя (консульство)
  - Милан (консульство)
  - Неаполь (консульство)
- Мальта
  - Валлетта (посольство)
- Нидерланды
  - Гаага (посольство)
- Норвегия
  - Осло (посольство)
- Польша
  - Варшава (посольство)
- Португалия
  - Лиссабон (посольство)
- Россия
  - Москва (посольство)
- Румыния
  - Бухарест (посольство)
- Сербия
  - Белград (посольство)
- Финляндия
  - Хельсинки (посольство)
- Франция
  - Париж (посольство)
  - Лион (генеральное консульство)
  - Марсель (генеральное консульство)
  - Гренобль (консульство)
  - Нантер (консульство)
  - Ницца (консульство)
  - Страсбург (консульство)
  - Тулуза (консульство)
- Чехия
  - Прага (посольство)
- Швейцария
  - Берн (посольство)
- Швеция
  - Стокгольм (посольство)

## Азия
- Индия
  - Нью-Дели (посольство)
- Индонезия
  - Джакарта (посольство)
- Китай
  - Пекин (посольство)
- Республика Корея
  - Сеул (посольство)
- Пакистан
  - Исламабад (посольство)
- Япония
  - Токио (посольство)

## Средний Восток
- Бахрейн
  - Манама (посольство)
- Иордания
  - Амман (посольство)
- Ирак
  - Багдад (посольство)
- Иран
  - Тегеран (посольство)
- Йемен
  - Сана (посольство)
- Катар
  - Доха (посольство)
- Кувейт
  - Кувейт (посольство)
- Ливан
  - Бейрут (посольство)
- ОАЭ
  - Абу-Даби (посольство)
- Оман
  - Маскат (посольство)
- Государство Палестина
  - Газа (представительство)
- Саудовская Аравия
  - Эр-Рияд (посольство)
  - Джидда (генеральное консульство)
- Сирия
  - Дамаск (посольство)
- Турция
  - Анкара (посольство)
  - Стамбул (консульство)

## Америка
- Аргентина
  - Буэнос-Айрес (посольство)
- Бразилия
  - Бразилиа (посольство)
- Канада
  - Оттава (посольство)
  - Монреаль (консульство)
- США
  - Вашингтон (посольство)

## Африка
- Алжир
  - Алжир (посольство)
  - Аннаба (генеральное консульство)
  - Тебесса (консульство)
- Египет
  - Каир (посольство)
- Камерун
  - Яунде (посольство)
- ДР Конго
  - Киншаса (посольство)
- Кот-д’Ивуар
  - Абиджан (посольство)
- Ливия
  - Триполи (посольство)
  - Бенгази (генеральное консульство)
- Мавритания
  - Нуакшот (посольство)
- Мали
  - Бамако (посольство)
- Марокко
  - Рабат (посольство)
- Нигерия
  - Абуджа (посольство)
- Сенегал
  - Дакар (посольство)
- Судан
  - Хартум (посольство)
- Эфиопия
  - Аддис-Абеба (посольство)
- ЮАР
  - Претория (посольство)

## Океания
- Австралия
  - Канберра (посольство)

## Международные организации
- - Аддис-Абеба (постоянное представительство при Африканском союзе)
  - Брюссель (постоянное представительство при ЕС)
  - Женева (постоянное представительство при ООН и других международных организациях)
  - Каир (постоянное представительство при ЛАГ)
  - Нью-Йорк (постоянная делегация при ООН)